# 大光寺 (久喜市)
大光寺（だいこうじ）は、埼玉県久喜市にある真言宗智山派の寺院。

## 歴史
958年（天徳2年）に開山された。永承 - 康平年間（1046年 - 1065年）、前九年の役で出陣した源義家が「近津明神」を「千勝社」に改称した時に、再建された。当寺はこの千勝社の別当寺になっている。
江戸時代初期に良範によって中興された。その後も正保年間（1644年 - 1648年）に川越藩の藩主松平信綱によって修復が施されている。
当寺の本尊は地蔵菩薩であるが、境内にある観音堂には如意輪観音が安置されており、秘仏になっている。

## 交通アクセス
- 路線バス東明寺前停留所より徒歩10分。